# Coppa Vanderbilt

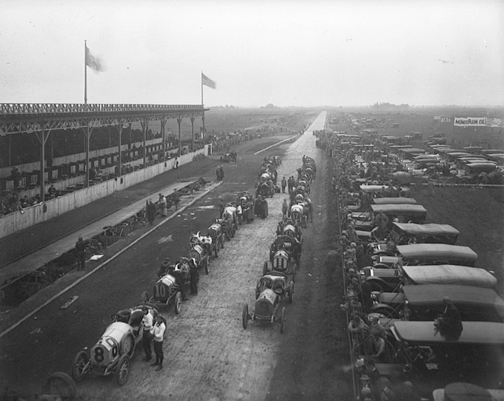
La partenza della Coppa Vanderbilt nell’edizione del 1910

La Coppa Vanderbilt è stata una competizione automobilistica disputata negli Stati Uniti d'America. Fu organizzata da William Kissam Vanderbilt II nel 1904 a Long Island, nella contea di Nassau. La gara inaugurale fu disputata su un circuito che si snodava lungo un percorso di 48,7 km.

## Storia
Per invogliare la partecipazione alla corsa, Vanderbilt aumentò il premio per il vincitore. All'epoca, l'automobilismo era infatti già sufficientemente radicato in Europa ed il suo sviluppo aveva portato ad innumerevoli conquiste tecnologiche per i motori. All'edizione inaugurale parteciparono 70 vetture, grazie anche alla cassa di risonanza dei mezzi d'informazione, che diedero forte rilievo alla competizione. Presso il pubblico locale si diffuse anche la speranza che un'auto americana avrebbe potuto sconfiggere le potenti vetture europee. Negli anni seguenti la competizione crebbe di rilevanza fino ad raggiungere l'importanza delle corse disputate in Europa. Le prime tre edizioni furono vinte da case automobilistiche francesi. Si dovette attendere il 1908 per la prima vittoria di una casa automobilistica americana, la Locomobile.

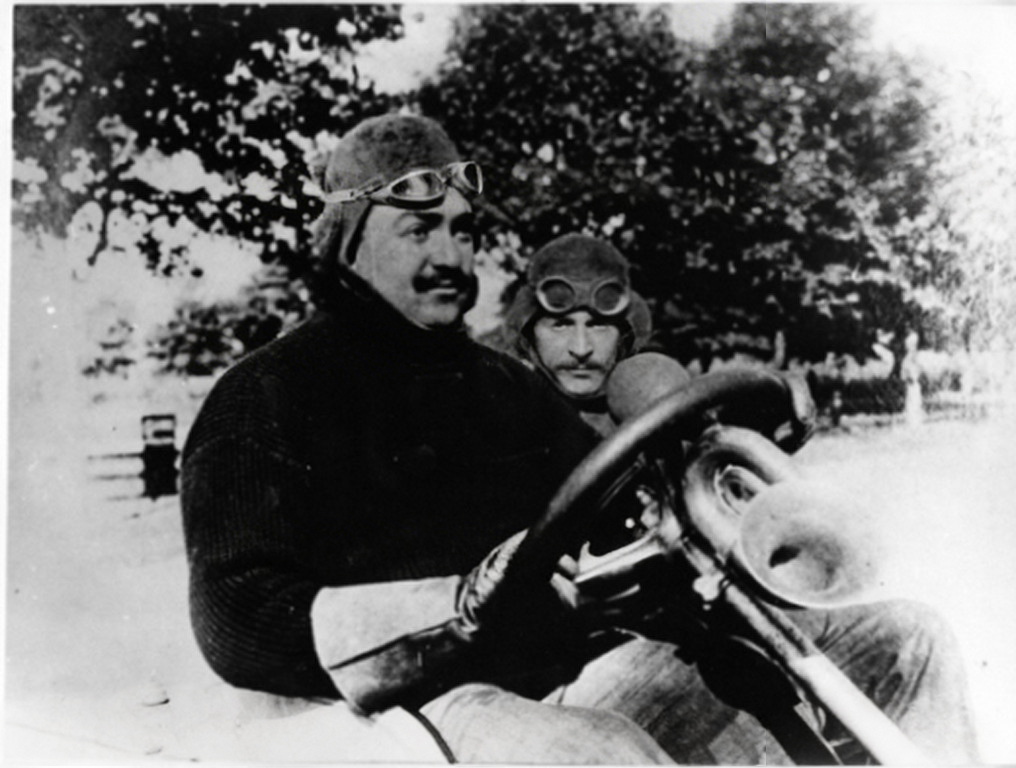
Vincenzo Lancia e B. Aiassa alla Coppa Vanderbilt (New York, 1904)

Uno dei problemi più gravi che gli organizzatori fronteggiarono fu la pericolosità del passaggio delle auto vicino alla gente che affollava il percorso. L'edizione del 1907 non fu disputata per la morte di uno spettatore, Curt Gruner. Nel frattempo, in Europa, fu disputato il primo Gran Premio di automobilismo (26 giugno 1906), nel dipartimento francese di Sarthe. La prima edizione del Gran Premio di Francia fu il primo tassello che portò alla nascita di molti altri Gran Premi nelle altre nazioni europee, oltre che un rapido sviluppo dell'automobilismo. Uno dei partecipanti era un cugino di William Kissam Vanderbilt.
Sull'onda del successo delle gare automobilistiche in Europa, William Vanderbilt tentò di trovare soluzioni alla pericolosità delle competizioni per il pubblico spettatore e aumentare le automobili partecipanti alla Coppa. Vanderbilt formò quindi una società per la costruzione di un circuito vero e proprio che si snodava anche su strade normalmente utilizzate anche dal traffico ordinario, nel Long Island. L'impianto fu uno dei primi circuiti pavimentati. I lavori iniziarono nel 1907 grazie ad un ingente investimento di parecchi milioni di dollari, e il percorso si snodava tra numerosi ponti e gallerie per una lunghezza complessiva di 48 km. Durante l'edizione del 1908 fu inaugurata una parte circuito.
La corsa fu disputata sul circuito di Long Island fino al 1911 quando fu disputato a Savannah, in occasione del Gran Premio degli Stati Uniti. Negli anni seguenti la competizione fu organizzata a Milwaukee (edizione del 1912), a Santa Monica (1914 e 1916) e San Francisco (1915). La gara fu sospesa dopo l'ingresso degli Stati Uniti d'America nella prima guerra mondiale. Alcuni dei partecipanti alla corsa divennero in seguito famosi nel campo dell'automobilismo, come Louis Chevrolet, Vincenzo Lancia e Ralph De Palma

## Albo d'oro
I vincitori della corsa nelle prime edizioni furono:
- 1904 -  George Heath (Panhard)
- 1905 -  Victor Hémery (Darracq)
- 1906 -  Louis Wagner (Darracq)
- 1908 -  George Robertson  (Locomobile)
- 1909 -  Harry Grant (ALCO)
- 1910 -  Harry Grant (ALCO)
- 1911 -  Ralph Mulford (Lozier)
- 1912 -  Ralph De Palma (Mercedes)
- 1914 -  Ralph De Palma (Schroeder-Mercedes)
- 1915 -  Dario Resta (Peugeot)
- 1916 -  Dario Resta (Peugeot)

La competizioni non fu più organizzata fino al 1936, quando il nipote di William Vanderbilt, George Washington Vanderbilt III, sponsorizzò una corsa di 480 km disputata sfruttando un nuovo impianto realizzato a Long Island e dedicato a Theodore Roosevelt. Anche in questo caso le case automobilistiche europee dominarono la corsa.
Questi i vincitori:
- 1936 -  Tazio Nuvolari (Alfa Romeo)
- 1937 -  Bernd Rosemeyer (Auto Union)

La Coppa Vanderbilt si disputò nuovamente nel 1960. Sponsorizzata da Cornelius Vanderbilt per la categoria Formula Junior, fu corsa nell'impianto che ospitò le ultime due edizioni.
Il vincitore fu:
- 1960 -  Harry Carter (Stanguellini)

## Il trofeo
La coppa originale era in argento ed era alta poco meno di 80 cm. Raffigurava Vanderbilt alla guida di una Mercedes-Benz al Daytona Beach Road Corse nel 1904. Oggi l'impianto è sostituito dal Daytona International Speedway.
Il trofeo è conservato dal 13 luglio 2006 presso il Museo Nicolis di Verona che l'ha recuperato dopo che lo stesso è stato per molti anni custodito negli Stati Uniti d'America.